# Aalst (Buren)
Aalst é uma vila dos Países Baixos, na província de Guéldria e pertence ao município de Buren, estando a 10 km, a oeste de Wageningen.
Sua população, incluindo as partes periféricas da cidade, bem como a zona rural circundante, é de aproximadamente de 980 habitantes.